# (33502) Janetwaldeck
(33502) Janetwaldeck est un astéroïde de la ceinture principale.

## Description
(33502) Janetwaldeck est un astéroïde de la ceinture principale. Il fut découvert le 15 avril 1999 à Socorro (Nouveau-Mexique) par le projet LINEAR. Il présente une orbite caractérisée par un demi-grand axe de 2,43 UA, une excentricité de 0,15 et une inclinaison de 3,2° par rapport à l'écliptique.